# Hoplebaea sassana
Hoplebaea sassana är en skalbaggsart som beskrevs av Louis Burgeon 1945. Hoplebaea sassana ingår i släktet Hoplebaea och familjen Melolonthidae. Inga underarter finns listade i Catalogue of Life.